# Radulina pendens
Radulina pendens là một loài Rêu trong họ Sematophyllaceae. Loài này được (D.H. Norris & T.J. Kop.) B.C. Tan, T.J. Kop. & D.H. Norris mô tả khoa học đầu tiên năm 2005.